# Équipe d'Indonésie de hockey sur glace
L'équipe d'Indonésie de hockey sur glace est la sélection nationale de l'Indonésie regroupant les meilleurs joueurs indonésiens de hockey sur glace. Elle participe à des compétitions internationales officielles depuis 2017 après avoir été acceptée comme membre associé de l'IIHF en mai 2016. 
Elle participe d'abord aux Jeux asiatiques d'hiver puis aux Jeux d'Asie du Sud-Est. 
En 2018, les joueurs indonésiens participent pour la première fois au Challenge d'Asie de hockey sur glace et finissent 8e.
Elle entre en compétition pour les championnats du monde en division IV 2023, sans gagner aucun match.

## Résultats

### Jeux olympiques
- 2018-2022 - Ne participe pas

### Championnat du monde
- 2018-2022 - Ne participe pas
- 2023 - 4e de Division IV

### Jeux asiatiques d'hiver
- 2017 - 8e de Division II

### Challenge d'Asie
- 2018 - 8e place
- 2019 - 5e place

### Bilan des matchs internationaux
| Équipe       | PJ | V | N | D  | BP | BC  | +/-  |
| ------------ | -- | - | - | -- | -- | --- | ---- |
| Inde         | 2  | 2 | 0 | 0  | 8  | 3   |      |
| Iran         | 1  | 0 | 0 | 1  | 3  | 10  | -7   |
| Koweït       | 1  | 0 | 0 | 1  | 2  | 4   | -2   |
| Macao        | 4  | 1 | 0 | 3  | 13 | 18  | -5   |
| Malaisie     | 5  | 0 | 0 | 5  | 13 | 52  | -39  |
| Mongolie     | 1  | 0 | 0 | 1  | 1  | 5   | -4   |
| Oman         | 2  | 2 | 0 | 0  | 9  | 7   | +2   |
| Philippines  | 3  | 0 | 0 | 3  | 1  | 34  | -33  |
| Singapour    | 3  | 0 | 0 | 3  | 7  | 21  | -14  |
| Turkménistan | 1  | 0 | 0 | 1  | 2  | 12  | -10  |
| Thaïlande    | 2  | 0 | 0 | 2  | 0  | 26  | -26  |
| Total        | 25 | 5 | 0 | 20 | 59 | 192 | -133 |